# Problema dei pesi di Bachet
Il problema dei pesi di Bachet è un problema formulato da Claude-Gaspard Bachet de Méziriac inerente alla scomposizione dei numeri interi positivi minori di N in somme algebriche di altri numeri interi dello stesso intervallo.

## Il quesito
Il quesito inerente può essere così sintetizzato:
"Di quanti e quali pesi unitari distinti ha necessariamente bisogno un gioielliere per pesare sequenzialmente degli oggetti che vanno da 1 a N chilogrammi con una bilancia a due piatti?"

## Analisi del problema
Per risolvere il quesito possiamo utilizzare un metodo forza-bruta o un metodo induttivo, enumerando i pesi necessari per piccoli valori di N, tentando di generalizzare il problema.
Per N = 10
| Intero | Scomposizione                         |
| ------ | ------------------------------------- |
| 1 kg   | Peso necessario                       |
| 2 kg   | Peso necessario                       |
| 3 kg   | Ottenibile tramite 2 kg + 1 kg        |
| 4 kg   | Peso necessario                       |
| 5 kg   | Ottenibile tramite 4 kg + 1 kg        |
| 6 kg   | Ottenibile tramite 4 kg + 2 kg        |
| 7 kg   | Ottenibile tramite 4 kg + 2 kg + 1 kg |
| 8 kg   | Peso necessario                       |
| 9 kg   | Ottenibile tramite 8 kg + 1 kg        |
| 10 kg  | <Ottenibile tramite 8 kg + 2 kg       |

Da ciò si denota come per potere pesare in una bilancia a due piatti un intero N siano al massimo necessari {\displaystyle \log _{2}N} pesi (arrotondato all'intero superiore).
Questa tuttavia non è la soluzione ottimale. Se ipotizziamo di potere inserire pesi anche nel secondo piatto (e di conseguenza potere effettuare sottrazioni), il numero di pesi necessari nel caso peggiore diminuisce.
Per N = 10
| Intero | Scomposizione                         |
| ------ | ------------------------------------- |
| 1 kg   | Peso necessario                       |
| 2 kg   | Ottenibile tramite 3 kg - 1 kg        |
| 3 kg   | Peso necessario                       |
| 4 kg   | Ottenibile tramite 3 kg + 1 kg        |
| 5 kg   | Ottenibile tramite 9 kg - 3 kg - 1 kg |
| 6 kg   | Ottenibile tramite 9 kg - 3 kg        |
| 7 kg   | Ottenibile tramite 9 kg - 3 kg + 1 kg |
| 8 kg   | Ottenibile tramite 9 kg - 1 kg        |
| 9 kg   | Peso necessario                       |
| 10 kg  | Ottenibile tramite 9 kg + 1 kg        |

In questo caso servono al più {\displaystyle \log _{3}N} pesi, ovvero un numero minore.